# Temporada do Clube de Regatas do Flamengo de 2018/Fatos marcantes/Transferências
Estas são os fatos marcantes relacionados às transferências de futebolistas do Clube de Regatas do Flamengo na temporada de 2018.

## Fatos marcantes
Referências externas (evitar erros de referências nesta página): 

### Transferências

#### Entradas

##### Marlos Moreno
Em 16 de janeiro, o atacante colombiano Marlos Moreno, do Manchester City e que estava no Girona, foi anunciado como primeiro reforço da temporada. O jogador ficará no clube até 31 de dezembro de 2018, por empréstimo.
O atacante foi apresentado no Ninho do Urubu, em 16 de janeiro, e ele usará a camisa 17 que era usada pelo lateral Gabriel, que deixou o clube.
| “                                                    | Estou muito bem fisicamente. Treinava desde dezembro. Creio que é uma grande oportunidade para mostrar meu nível (...) Sou habilidoso, rápido, gosto de um contra um, gosto de ajudar os companheiros com jogadas de ataque. Talvez foram poucas oportunidades ou o sistema de jogo (experiência na Europa). Não foi questão de adaptação. | ” |
| — Marlos Moreno, durante entrevista na apresentação, | |   |

##### Júlio César
Apresentação
Em 29 de janeiro, foi anunciado o retorno ao clube do goleiro Júlio César, após 13 anos na Europa. O futebolista retorna para encerrar a carreira, com contrato de três meses, terá um salário simbólico (15 mil reais) e usará a camisa 12, até então aposentada (em homenagem à torcida).
| “                                     | Volto feliz, com muita vontade de ser campeão e de encerrar a carreira de maneira brilhante. Se hoje sou quem eu sou, o Flamengo faz parte da minha formação como homem (...) Não há a possibilidade de estender meu contrato. A minha situação é um projeto de três meses para que eu encerre minha carreira depois do Carioca. | ” |
| — Júlio César durante a apresentação, | |   |

| “                                                                   | A camisa 12, que foi aposentada em homenagem à torcida, mas entendemos que, no caso dele, como ele está prestando uma homenagem à torcida. Nada mais justo que a torcida use esse número enquanto ele estiver conosco. | ” |
| — Presidente Eduardo Bandeira de Mello, na apresentação do goleiro, | |   |

Reestreia
Em 7 de março, Júlio César fez sua reestreia pelo clube contra o Boavista, no estádio Raulino de Oliveira, em partida válida pela 4.ª rodada da Taça Rio. O Flamengo venceu por 3–0, com gols de Rodinei, Diego e Lucas Paquetá. O goleiro atuou como capitão da equipe.
| “                      | Fui pego de surpresa pelo Juan, que disse que eu seria capitão. Ao longo da minha carreira, tinha sido capitão apenas uma vez. Fiquei feliz. | ” |
| — Na saída do estádio, | |   |

##### Henrique Dourado
Anúncio
Em 1 de fevereiro, através da "Fla TV" (canal do clube no "YouTube"), o clube anunciou a contratação do atacante Henrique Dourado, o agora "CeiFLAdor" — um trocadilho com o apelido do jogador, "Ceifador" — que pertencia ao Fluminense. A transação, no total, irá ultrapassar 11 milhões de reais.
Apresentação
Dourado foi apresentado no Ninho do Urubu no próprio dia 1 de fevereiro. O contrato do atacante será até o final de 2021 e ele vestirá a camisa 19. Não há previsão para a estreia do atleta, que já está regularizado para o Carioca. A decisão ficará a cargo do treinador.
| “                                                        | Agradeço ao presidente, ao Rodrigo (Caetano) e a todos os envolvidos que fizeram que essa negociação se concretizasse. Estou muito feliz. Quero trazer muitas alegrias à Nação (...) Na nossa vida profissional e pessoal, as coisas acontecem no momento certo. Se hoje estou aqui, venho um jogador muito mais maduro, com mais experiência e chego para agregar. Quero desempenhar o meu papel, assim como fiz nos outros clubes. | ” |
| — Dourado durante a entrevista coletiva na apresentação, | |   |

Previsão de estreia
O treinador Paulo César Carpegiani anunciou a estreia de Dourado para a partida válida pela semifinal da Taça Guanabara contra o Botafogo:
| “ | Ele fará sua estreia (na semifinal). Estava programado. Ele sabe disso. Esperamos um jogo em casa para isso. Se for aqui (em Brasília) fará sua estreia. | ” |
| — Carpegiani em entrevista após a partida entre o Flamengo e o Volta Redonda, em Brasília, válido pela última rodada da Taça Guanabara., | |   |

Pagamento da primeira parcela
Em 8 de fevereiro, o Flamengo realizou o pagamento da primeira parcela de 1 milhão de euros — cerca de 4 milhões de reais —, referente a 50% pela compra do atacante, ao Fluminense. O prazo era 9 de fevereiro. Os demais 50% serão pagos em setembro, como combinado entre os clubes. O Mirassol também tem parte dos direitos do atacante.

##### Fernando Uribe
Anúncio
Em 26 de junho, ainda durante o período da Copa do Mundo de 2018, o clube anunciou a contratação do atacante colombiano Fernando Uribe, que atuava pelo Toluca, do México.
Apresentação
No dia seguinte ao anúncio da contratação, 27 de junho, o jogador foi apresentado no Ninho do Urubu. Ele vestirá a camisa 20 que, até dois dias antes, pertencia a Vinícius Júnior e que também era sua camisa no seu último clube, o Toluca. O contrato do colombiano tem validade até o final da temporada de 2021.
| “                                                      | Tenho muita mobilidade no ataque, me dou bem com meus companheiros, e eu amo gols, é o que mais me encanta. | ” |
| — Fernando Uribe durante a entrevista de apresentação, | |   |

Regularização na CBF
Em 17 de julho, o nome do atacante foi publicado no BID (Boletim informativo diário, da CBF) e, portanto, está com a situação regularizada junto à Entidade, podendo participar das partidas pelo clube.

##### Vitinho
Anúncio
Em 27 de julho, o clube anunciou a contratação do atacante Vitinho, de 24 anos, por 10 milhões de euros ou cerca de 44 milhões de reais, do CSKA Moscou, da Rússia. O futebolista chegará ao Rio de Janeiro, em 29 de julho, e deve ser apresentado em 30 de julho.
Apresentação
Em 30 de julho, foi apresentado no Ninho do Urubu, após o primeiro treino pelo clube.
| “          | É um sonho de moleque de verdade. Sempre disse para minha família que um dia jogaria no Flamengo. Graças a Deus, esse dia chegou. Estou louco para jogar, estrear, botar isso para fora e dar alegrias ao torcedor. | ” |
| — Vitinho, | |   |

##### Piris da Motta
Anúncio e assinatura
Em 2 de agosto, o Flamengo anunciou a contratação do volante da Seleção Paraguaia Piris Da Motta, anteriormente no clube argentino San Lorenzo. O rubro-negro pagou cerca de três milhões de dólares — em torno de 10 milhões de reais, no câmbio atual — pelos direitos econômicos do futebolista até o final de 2022.
| “                                                | A verdade é que estou muito contente com esse passo na minha carreira, ainda mais por jogar no maior clube do Brasil, que só de saber que se interessavam em mim foi um orgulho muito grande. Espero aproveitar minha passagem aqui no Flamengo e desfrutar ao máximo. | ” |
| — Piris Da Motta, após a assinatura do contrato, | |   |

Apresentação
Em 6 de agosto, o volante foi apresentado no Ninho do Urubu. Além disso, já teve o nome publicado no BID da CBF e poderá atuar já na próxima partida. O jogador usará a camisa 25.
| “                                                              | Antes de tudo, quero agradecer ao Flamengo por toda confiança apostada em minha pessoa, ao meu jogo, e espero retribuir dentro de campo. | ” |
| — Piris da Motta, na primeira resposta da entrevista coletiva, | |   |

#### Saídas

##### Márcio Araújo
O volante foi o primeiro atleta a deixar o clube na temporada 2018. Ele assinou com a Chapecoense por dois anos após não ter o seu vínculo com o clube renovado. Era um dos atletas com mais tempo no elenco atual, tendo chegado ao clube em 2014. O jogador disputou 219 partidas e marcou três gols e participou da conquista dos Estaduais de 2014 — sendo autor do gol do título — e de 2017.

##### Gabriel
O ponta-direita Gabriel deixou o clube por empréstimo para o Sport até o final da temporada 2018. O jogador foi oficiamente apresentado pelo novo clube em 15 de janeiro, mas já apareceu no gramado um dia antes, na partida do Sport contra o Atlético Tucumán, da Argentina, pela Taça Ariano Suassuna.
| “                                                  | As expectativas são as melhores possíveis aqui no Sport. Vim com o intuito de ajudar, de fazer um grande ano com o clube, um dos grandes do futebol brasileiro. Quero conquistar títulos. Espero que o Sport seja feliz comigo aqui neste ano. | ” |
| — Gabriel, em entrevista ao site oficial do Sport, | |   |

##### Mancuello
Em 11 de janeiro, o Cruzeiro anunciou a contratação do meia argentino Mancuello por três temporadas (2018–2020) com opção de renovação por mais uma temporada (2021). O Cruzeiro vai pagar 1,8 milhão de dólares (aproximadamente 5,8 milhões de reais) ao rubro-negro por 60 por cento dos direitos econômicos do futebolista.

##### Alex Muralha
Em 23 de janeiro, o clube anunciou o empréstimo do goleiro Alex Muralha até 1 de janeiro de 2019, para o clube japonês Albirex Niigata, com opção de compra. Como Alex só viajará em 5 de fevereiro para Niigata, para assinar o contrato e fazer os exames médicos, continuará treinando com os demais jogadores da equipe rubro-negra no Ninho do Urubu.

##### Felipe Vizeu
Em 7 de fevereiro, a Udinese, clube italiano, anunciou a contratação do atacante Felipe Vizeu. Ele permanece no clube até a Copa do Mundo e se apresenta em 1 de julho. O contrato será por cinco temporadas. A negociação foi de seis milhoes de dólares — cerca de 19 milhões de reais —, porém o rubro-negro receberá 60% do valor, a parte que lhe cabe. Metade deste valor agora e o restante no final do ano.
| “                                                                         | É um jovem atacante e estamos convencidos de que tem um grande potencial. Vem de uma das equipes mais importantes do Brasil, onde você não vira titular se não possui qualidades técnicas e pessoais. O Flamengo é uma excelente equipe onde a pressão também é enorme e o excelente campeonato que fez nos faz acreditar que tem características para ir muito bem na Itália. | ” |
| — Manuel Gerolin, diretor esportivo da Udinese, ao site oficial do clube, | |   |

Despedida
Em 14 de junho, pelas redes sociais, escreveu um texto emocionado sobre a despedida:
| “               | Nem no meu melhor SONHO eu poderia sonhar o que vivi hoje aqui no Maracanã. Obrigado meu Deus por tudo… Escutar da maior torcida do MUNDO meu nome, com a companhia dos meus familiares em peso no estádio me apoiando, fazendo mais 1 GOL e saindo com + 3 pontos. | ” |
| — Felipe Vizeu, | |   |

Estreia
Em 15 de julho, fez sua estreia em amistoso contra o Rappresentativa FVG, marcando um gol.

##### Rafael Vaz
Despedida dos companheiros
Em 9 de fevereiro, o zagueiro Rafael Vaz se despediu dos companheiros no Ninho do Urubu. Em 12 de fevereiro, ele assinaria contrato de empréstimo com a Universidad de Chile, por um ano. Como o vínculo com o Flamengo termina ao final do ano, Rafael deixa o clube definitivamente. O clube chileno pagará integralmente o salário do atleta. O valor da transação será de 250 mil reais.
| “                                                                                     | Hoje acertamos o contrato com a Universidad de Chile. Rafael Vaz chegará na segunda para exames médicos, mas está tudo certo. Ele está muito feliz por chegar a um grande clube do Chile. Não posso falar em valores, mas é um contrato bom para todos. | ” |
| — Reinaldo Pitta, empresário do jogador, em entrevista ao jornal chileno “La Cuarta”, | |   |

Despedida nas redes sociais
Em 14 de fevereiro, Vaz usou as redes sociais para se despedir do Flamengo.
| “                           | Encerro um ciclo de muitas vitórias e alegrias, mas acima de tudo boas experiências. Tive a oportunidade de jogar num dos maiores clubes do mundo e conhecer a força da Nação Rubro-Negra! Isso levarei por toda a vida! Fico muito feliz por ter conquistado títulos, feito gols e principalmente por ter participado de um elenco incrível. Fiz muitos amigos e serei eternamente grato pela contribuição de cada um deles. Torcerei de longe pelo sucesso de cada um! Obrigado, Flamengo! Vamos para uma novo desafio e que Deus continue me abençoando sempre! | ” |
| — Rafael Vaz, no Instagram, | |   |

Apresentação
Vaz foi apresentado pela "La U", em Santiago, em 16 de fevereiro.
| “                                        | Estou muito feliz porque cheguei a uma equipe grande, ao maior clube do Chile. Meus companheiros me receberam muito bem, a cada dia que passa me acostumo mais. Quero pegar ritmo, porque é diferente do Brasil. | ” |
| — Em entrevista, durante a apresentação, | |   |

##### Júlio César
Em 5 de abril, o Flamengo anunciou que a partida contra o América Mineiro, em 21 de abril, pelo Campeonato Brasileiro, será disputada no Maracanã e marcará a despedida do goleiro Júlio César do futebol. A partida terá o preço dos ingressos reduzidos.

##### Éverton
Anúncio pelo São Paulo
Em 17 de abril, o São Paulo anunciou a contratação do atacante Éverton. O clube já havia depositado o valor da multa rescisória — 15 milhões de reais — em 16 de abril. O contrato com o novo clube será válido até 30 de junho de 2021. Em 18 de abril, o atleta fará os exames médicos e será apresentado pelo clube paulista, no CCT da Barra Funda.
| “                                                      | Everton é mais uma peça-chave de um São Paulo que pensa grande, que está criando uma identidade, com personalidade forte, para pensar em objetivos ambiciosos | ” |
| — Raí, ex-jogador e executivo de futebol do São Paulo, | |   |

Apresentação
Em 18 de abril, Éverton foi apresentado pelo São Paulo.
| “                                                                | Os dois times são gigantes. O que motivou foi que meu ciclo no Flamengo estava acabando e a proposta do São Paulo foi boa. É um time que também vai buscar títulos, assim como o Flamengo. Estou tranquilo. Foi uma escolha muito pensada. | ” |
| — Éverton, em entrevista durante a apresentação pelo novo clube, | |   |

##### Vinícius Júnior
Despedida
Em 25 de junho, o atacante Vinícius Júnior deu entrevista coletiva para se despedir do clube e dos, agora, antigos companheiros. Ele se apresentará ao Real Madrid, da Espanha, ao completar 18 anos, em 12 de julho.
| “                                                  | Consegui realizar meus sonhos dentro do Flamengo. Fiquei muito feliz com a torcida gritando meu nome. Eu fugia de casa com meu pai para ver o Flamengo jogar. Estar saindo do maior clube do mundo não tem explicação. Eu saio honrado, feliz e muito agradecido com cada técnico que me ajudou no Flamengo. E tenho certeza que todos vão continuar me apoiando. | ” |
| — Vinícius Júnior, durante a coletiva de imprensa, | |   |

| “                                                                              | Infelizmente, estamos comunicando hoje a despedida do Vinicius. Apesar de tudo, temos que comemorar a passagem dele pelo clube também. O Brasil é um país periférico e estamos sujeitos a perder os principais jogadores. Vamos torcer muito para que ele tenha sucesso no Real Madrid e também na Seleção Brasileira. Um dia, esperamos que ele volte para honrar o Manto Sagrado. Não serei mais presidente, mas estarei no aeroporto para recebê-lo de volta. | ” |
| — Presidente Eduardo Bandeira de Mello, também durante a coletiva de imprensa, | |   |

##### Ederson
Em 30 de junho, o contrato do meia Ederson terminou e não foi renovado pelo clube, depois de quase três anos. Com o fim do contrato, o jogador resolveu dar uma parada na carreira para tratar dos problemas enfrentados no joelho, de forma definitiva.
| “                                     | Primeiramente, gostaria de agradecer ao Flamengo, aos meus companheiros, à diretoria, a todos os funcionários do clube e à nossa imensa nação rubro-negra, por todo respeito e apoio, principalmente no momento mais difícil da minha vida. Boa sorte ao Flamengo, a todo o grupo e à Nação Rubro-negra. Estarei sempre na torcida. | ” |
| — Ederson, em sua despedida do clube, | |   |

##### Jonas
Em 9 de julho, após uma negociação que quase não se concretizou, o volante Jonas foi anunciado no Al-Ittihad, da Arábia Saudita. O contrato com o clube árabe será por três anos.
| “                                                                                                | A vida é feita de desafios. Encerro hoje meu ciclo com o Flamengo, para seguir em busca de um novo desafio. Quero através deste deixar registrado meu agradecimento a essa Nação, que sempre levarei comigo, assim como a todos os meus companheiros e funcionários do clube, aos treinadores de maneira especial, aos Professores Luxemburgo, Carpegiani e Barbieri, que sempre apostaram em meu trabalho, não deixando também em citar a confiança do Presidente Bandeira de Mello, do CEO Bruno Spindel e Rodrigo Caetano, que hoje já não exerce função no clube, mas sempre foi muito importante nessa minha trajetória. | ” |
| — Parte do texto publicado pelo futebolista no Instagram, ao confirmar a assinatura do contrato, | |   |

##### Paolo Guerrero
Em 10 de agosto — último dia de contrato — o atacante peruano Paolo Guerrero usou as redes sociais para se despedir do clube e da torcida.
| “                                        | O dia de hoje fica marcado como o fim de um ótimo período da minha carreira. Vesti a camisa do Flamengo com todo o empenho possível; foram mais de 100 jogos e 43 gols para dar alegrias ao torcedor rubro-negro, que muito me apoiou no tempo em que estive no Rio de Janeiro. Quero agradecer ao presidente Eduardo Bandeira de Mello e à diretoria pela oportunidade que tive de representar um dos maiores times do Brasil, à comissão técnica, funcionários, companheiros de equipe com quem dividi muitas experiências e, principalmente, o apoio incondicional da torcida nesses 3 anos de Flamengo. | ” |
| — Parte do texto publicado por Guerrero, | |   |

##### Lucas Paquetá
Em 2 de dezembro, concedeu entrevista ao Esporte Espetacular sobre a sua transferência da Gávea para o Milan, da Itália, em janeiro de 2019.
| “                               | Ídolo é uma palavra meio complicada, porque você tem que conquistar, tem que levantar troféus, marcar história, e isso infelizmente eu não consegui fazer. Mas, por outro lado, me entreguei ao máximo. (...) Fiz tudo que sempre sonhei, chegar ao profissional e dar o meu melhor, porque sempre fui muito flamenguista. | ” |
| — Lucas Paquetá, na entrevista, | |   |